# Julius Baker
Julius Baker (Cleveland (USA), 23 de setembre, 1915 - Danbury (Connecticut), 6 d'agost, 2003) va ser un flautista nord-americà, aclamat com un dels més grans flautistes de la seva generació.

## Biografia
Va començar a estudiar flauta flauta als nou anys sota la direcció del seu pare i posteriorment va estudiar amb August Caputo i Robert Morris. Va assistir a l'"Eastman School of Music" sota els ensenyaments de Leonardo De Lorenzo, i més tard al Curtis Institute of Music. Després d'acabar els seus estudis l'any 1937, Baker va tornar a la seva ciutat natal, obtenint la posició de segona flauta a l'Orquestra de Cleveland dirigida per Artur Rodziński i després va tocar a les orquestres simfòniques de Pittsburgh, Chicago, Nova York i Columbia.
Durant la dècada de 1940, Baker va col·laborar amb el seu amic John Serry mentre treballava al Columbia Broadcasting System a la ciutat de Nova York. Baker també va gravar diverses composicions per a flauta solista que va ser composta per a ell per Serry. (La Culebra & African Bolero).
Va ser un dels fundadors de la formació "Bach Aria Group" que interpreta peces de Bach, en la qual va tocar entre 1946 i 1964. Baker també va participar en la creació de bandes sonores de pel·lícules, entre les quals la de la pel·lícula Fama i pel·lícules d'animació de Disney com La Sireneta i La Bella i la Bèstia.
Baker també va col·laborar amb membres de la Filharmònica de Nova York, el pianista Glenn Gould i el violinista Rafael Druian en un enregistrament dels Concerts de Brandenburg núm. 4 de Johann Sebastian Bach en sol major, BWV 1049.
També actiu com a professor, va ensenyar a la Juilliard School, i al Curtis Institute of Music i la Universitat Carnegie Mellon. El 1997 i el 1999 va ser membre del jurat del Concurs Internacional de Flauta "Leonardo De Lorenzo", organitzat cada dos anys al municipi de Viggiano, província de Potenza.
Va morir a Danbury als 87 anys.